# هزارپای انسانی ۲ (دنباله کامل)
هزارپای انسانی ۲ (دنباله کامل) (به انگلیسی: The Human Centipede 2 (Full Sequence)) یک فیلم سیاه‌وسفید بریتانیا-هلندی در ژانر ترسناک به کارگردانی، نویسندگی و تهیه‌کنندگی توم سیکس است که در سال ۲۰۱۱ منتشر شد. این فیلم دنباله‌ای بر فیلمی تحت عنوان هزارپای انسانی محصول سال ۲۰۰۹ به‌شمار می‌رود، با این تفاوت که داستان مستقلی را دنبال می‌کند. در این فیلم لارنس آر. هاروی، در نقش مردی انگلیسی دچار اختلال روانی ظاهر می‌شود که با مشاهده نخستین فیلم هزارپای انسانی و الهام از دکتر هیتر، تصمیم به ایجاد هزارپای مختص به خود متشکل از ۱۲ نفر را می‌گیرد که شامل اشلین ینی، هنرپیشه فیلم اولیه نیز است.
همچنین در سال ۲۰۱۵ قسمت سوم این فیلم با نام هزارپای انسانی ۳ اکران شد.